# Туран, Али
Али Туран (тур. Ali Turan; 6 сентября 1983, Кайсери) — турецкий футболист, защитник.

## Клубная карьера
Али Туран начинал свою профессиональную карьеру футболиста, выступая за «Кайсери Эрджиесспор».